# Orthetrum pruinosum
Orthetrum pruinosum är en trollsländeart. Orthetrum pruinosum ingår i släktet Orthetrum och familjen segeltrollsländor. IUCN kategoriserar arten globalt som livskraftig.

## Underarter
Arten delas in i följande underarter:
- O. p. clelia
- O. p. neglectum
- O. p. pruinosum
- O. p. schneideri

## Bildgalleri

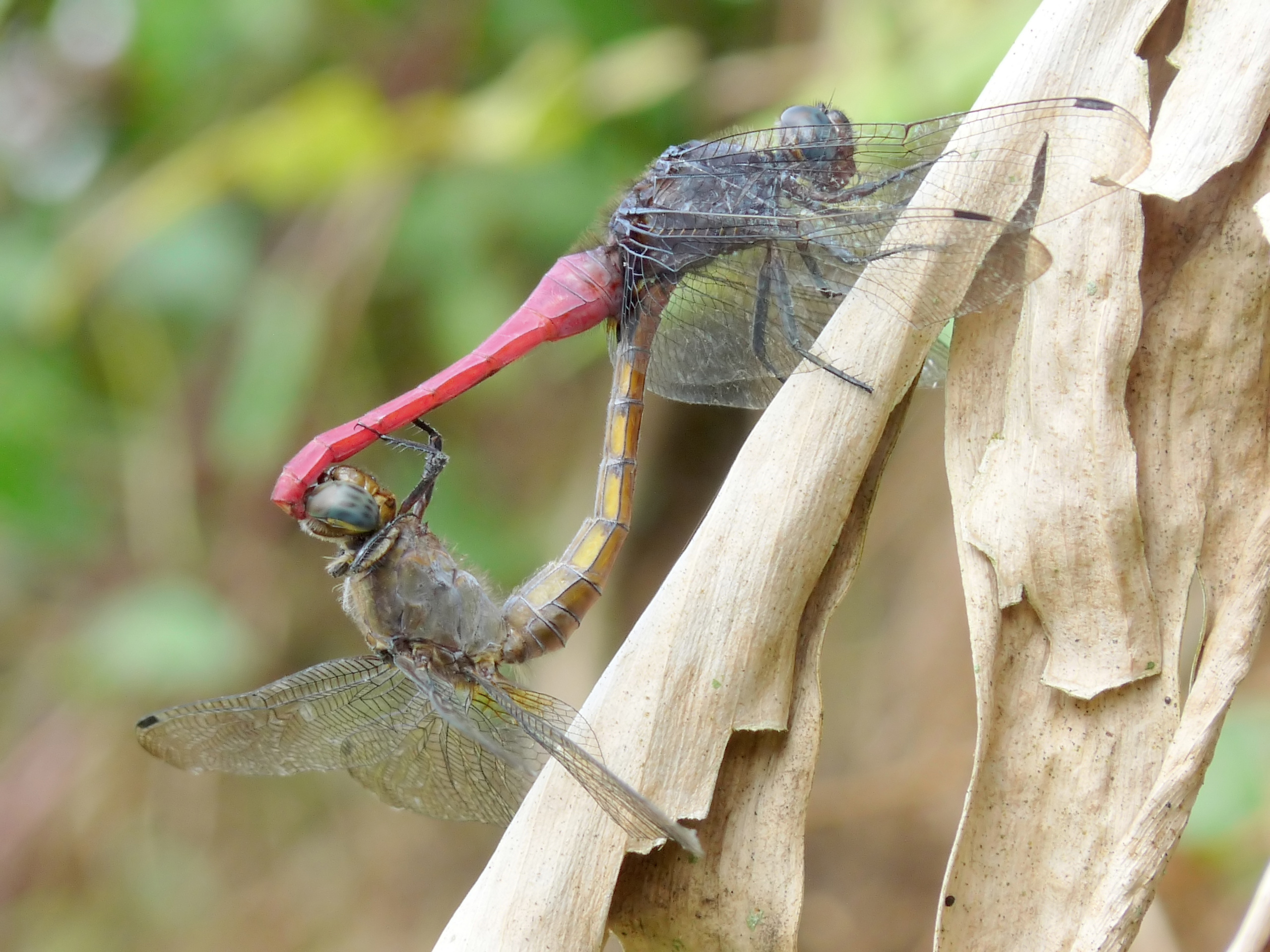
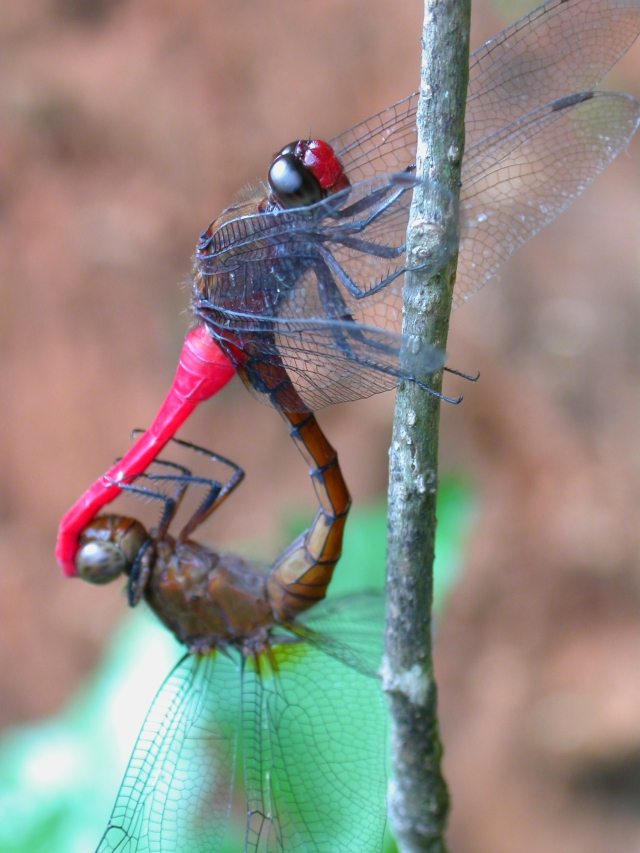
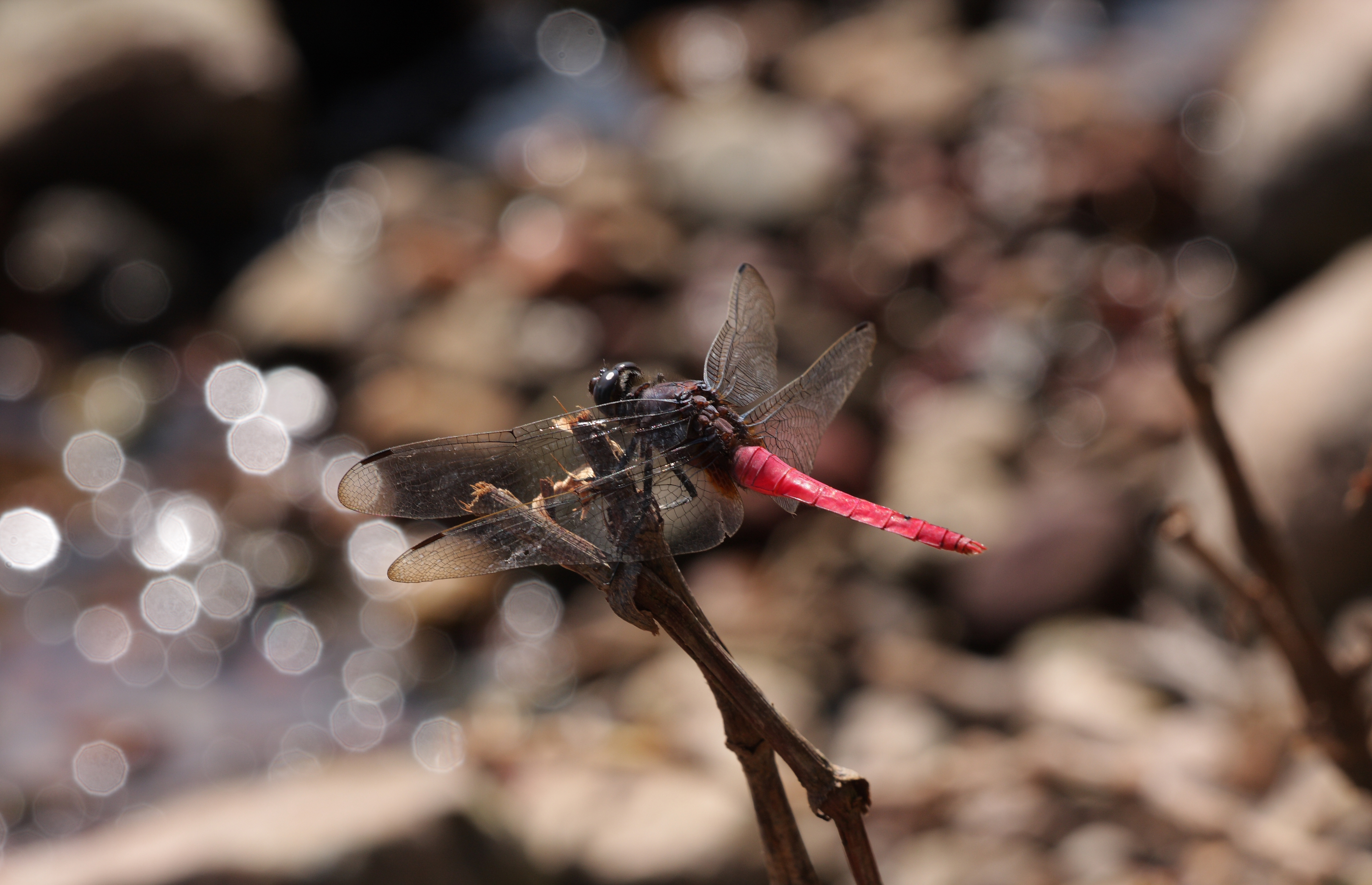